# Brgule (Vareš)
Pour les articles homonymes, voir Brgule.
Brgule (en serbe cyrillique : Бргуле) est un village de Bosnie-Herzégovine. Il est situé dans la municipalité de Vareš, dans le canton de Zenica-Doboj et dans la fédération de Bosnie-et-Herzégovine. Selon les premiers résultats du recensement bosnien de 2013, il compte 21 habitants.

## Démographie

### Évolution historique de la population dans la localité
| 1948 | 1953 | 1961 | 1971 | 1981 | 1991 | 2013 |
| ---- | ---- | ---- | ---- | ---- | ---- | ---- |
| -    | -    | 341  | 402  | 373  | 295  | 21   |

|  |

### Communauté locale
En 1991, la communauté locale de Brgule comptait 452 habitants, répartis de la manière suivante :